# Chiesa di San Sisinnio (Argegno)
La chiesa di San Sisinnio è un edificio di culto cattolico situato nel territorio comunale di Argegno, in provincia di Como. Ciononostante, la chiesa funge da parrocchiale di Muronico, frazione del comune di Dizzasco. La chiesa si trova sul versante sinistro del torrente Telo, lungo la strada che da Argegno conduce in Val d'Intelvi attraversando Dizzasco.

## Storia
Si tratta di un edificio dell'XI secolo, a pianta greca, rimaneggiato più volte in epoca barocca e completata tra secoli XVII e XVIII. Durate uno dei vari interventi, la chiesa fu ingrandita in larghezza.
Nel XIII secolo, la chiesa costituiva una cappella all'interno dell'allora pieve di "Intellavo". Fino al 1632, la chiesa fu la matrice della vecchia chiesa della Santissima Trinità di Argegno.
Presso la chiesa, nel 1848, Andrea Brenta organizzò un comitato insurrezionale.
Nel 1920, durante alcuni restauri, sotto al pavimento della chiesa vennero trovate le salme di due sacerdoti, sepolte e legate insieme.
Il primo ministro inglese Winston Churchill, illustre estimatore di Dizzasco e dei suoi paesaggi, trovò l'ispirazione per realizzare i suoi quadri nella quiete della Valle Intelvi e una sua tela, con la chiesa di San Sisinnio di Muronico varcò i confini italiani per essere ammirata in un'esposizione londinese dedicata alla figura dello statista.

## Descrizione
La chiesa è un edificio a navata unica, con una sacrestia accostata sul lato destro e con cappelle laterali. Si presenta con un nartece barocco e una facciata del XVIII secolo decorati a trompe l'oeil, La facciata riporta un affresco di San Sisinnio, opera dell'artista ponnese Bernardino Barelli (1762-1838).
All'interno della chiesa, riccamente ornata da affreschi e stucchi e da quadri, si possono ammirare paliotti in scagliola policroma del XVII e XVIII secolo, opera di artigiani della Valle Intelvi. La chiesa conserva inoltre un tabernacolo marmoreo di epoca rinascimentale, un confessionale intarsiato del XVIII secolo e altri arredi settecenteschi. Degni di nota sono inoltre i busti reliquiari lignei delle Sante Faustina e Liberata.
Il campanile è di origine romanica.